# 2011年の経済
2011年の経済（2011ねんのけいざい）では、2011年（平成23年）の経済分野に関する出来事について記述する。

## できごと

### 1月
- 1日 - エストニアでユーロ導入。ユーロ圏は17か国に拡大[1]。
- 3日 - ニューヨーク・マーカンタイル取引所でWTI先物が一時2年3か月ぶりの高値92.58ドルとなった[2]。
- 4日 - 東京証券取引所大発会。日経平均株価終値は前年末比169円18銭高の1万398円10銭で、約7か月半ぶりの高値水準[3]。
- 5日 - 国際連合食糧農業機関は2010年12月の食料価格指数が過去最高の214.7になったことを発表した[4]。
- 6日 - ムーディーズはフィリピンの格付け見通しを「安定的」から「強含み」に引き上げた[5]。
- 11日
  - 日本の野田佳彦財務相は欧州金融安定ファシリティ(EFSF)が発行する債券を継続購入する方針を示した。EFSFは今月下旬に1回目の債券募集を行う予定で、野田財務相は1回目募集分の2割を超える額を購入する予定であることも明らかにした[6]。
  - 日本自動車販売協会連合会が2010年の車名別新車販売台数を発表。トヨタ自動車のハイブリッド車「プリウス」が過去最多となる315,669台を記録。
  - バルチック海運指数が1年9か月ぶりの安値の1480ポイントとなった[7]。
- 12日 - タイの中央銀行は政策金利を0.25%引き上げ2.25%とした[8]。
- 13日
  - 韓国の中央銀行は政策金利を0.25%引き上げ2.75%とした[9]。
  - ムーディーズはキプロスの格付け見通しを「安定的」から「強含み」に引き上げた[5]。
- 14日 - 日本、菅第2次改造内閣が発足。
  - 経済財政・社会保障・税一体改革担当相には、前たちあがれ日本共同代表の与謝野馨を登用。一方、前任の海江田万里は経済産業相に横滑りで就任[10]。また、野田佳彦財務相、自見庄三郎郵政改革・金融担当相は留任。
- 15日
  - 中華人民共和国の中央銀行は預金準備率を20日から0.5%引き上げると発表した[11]。
  - フィッチはギリシャの長期外貨・自国通貨建て発行体デフォルト格付けを「BBB-」から「BB+」(投機的格付)に引き下げた。見通しは「弱含み」[12]。
- 17日
  - 格付投資情報センターはチュニジアの外貨建て発行体格付けを「A-」から「BBB」に2段階引き下げた。格下げ方向のモニターに指定した[13]。
  - ムーディーズはインドネシアの外貨建てと自国通貨建ての国債格付けを「Ba2」から「Ba1」に引き上げた。見通しは「安定的」[14]。
  - アサヒビールが、2010年のビール類の出荷量でキリンビールを抜き、2年ぶりの首位を奪還。なお、ビール類の出荷量は6年連続で過去最低を更新した[15]。
  - 電子機器メーカー、オムロンの次期社長に執行役員常務を務める山田義仁が内定したことを発表。現社長の作田久男は会長に、また会長で創業家の立石義雄は名誉会長に就く[16]。
- 19日
  - ポーランドの中央銀行は政策金利を0.25%引き上げ3.75%とした[17]。
  - ブラジルの中央銀行は政策金利を0.5%引き上げ11.25%とした[18]。
- 20日
  - 大型自動車メーカー、日野自動車が「日野自動車の成長に向けての取り組み」[19] を発表。主力である大型トラックについて、新興国向けの需要増加に対応するため、東京都日野市の本社工場を2020年までに閉鎖し、茨城県古河市の新工場へ機能を移管することを掲げている[20]。
- 21日 - H2Oリテイリングが、傘下企業の阪急阪神百貨店が運営する東京・有楽町の「阪急有楽町店」を、2011年秋に男性向け衣料雑貨専門店に全面改装することを発表。同店が入居している有楽町マリオンにて、隣接の旧「西武有楽町店」跡の棟にJR東日本グループの駅ビル事業、ルミネの入居が決定しており、競争激化が予想されることから業態転換を図ることになった[21]。
- 24日
  - 日本放送協会（NHK）会長を3年間務めた福地茂雄が、任期満了に伴い退任。
  - キリンホールディングスが、中国の食品・小売業大手、華潤創業（zh）との間で、中国向け清涼飲料部門の合弁会社設立を発表[22]。
- 25日
  - NHKの新会長に、東海旅客鉄道（JR東海）副会長の松本正之が就任。任期は3年。松本はNHK会長就任に伴い、松本はJR東海副会長を辞任。
  - NHK経営委員長の小丸成洋（福山通運社長）が経営委員を辞任。会長人事において混乱を招いた責任とみられる[23]。
  - インドの中央銀行は政策金利(レポ金利)を0.25%引き上げ6.5%とした。リバースレポ金利は0.25%引き上げ5.5%とした[24]。
- 27日
  - S&Pは日本の外貨建て・自国通貨建ての長期国債格付けを「AA」から「AA-」に引き下げた。長期国債格付けの見通しは「安定的」[25]。長期金利は1.25%に上昇した[26]。
  - 大手電気機器メーカー、日本電気（NEC）が、中国のパソコン最大手であるレノボグループ（聯想集団）とパソコン事業で提携することを発表[27]。
- 28日
  - 三井住友フィナンシャルグループは、北山禎介社長が退任し、宮田孝一・三井住友銀行取締役兼専務執行役員が昇格する人事を発表。同時に、傘下である三井住友銀行も、奥正之頭取が退任し、国部毅取締役兼専務執行役員が昇格。いずれも4月1日付[28]。
  - ドイツのアンゲラ・メルケル首相は、世界経済フォーラムにて、ユーロ導入国の財務再建が急務であるとの認識を示した[29]。
  - 小売業の丸井が直営する新店舗「中野マルイ」が、丸井創業の地である東京都中野区の旧丸井中野本店跡に開業。
  - フィッチはエジプトの格付け見通しを「安定的」から「弱含み」に引き下げた。エジプト国債(2040年償還)の利回りが7.533%の過去最高となった[30]。
- 29日
  - 日本の与謝野馨経済財政担当相は『ウェークアップ!ぷらす』（読売テレビ系）に出演し、消費税の引き上げ時期について、2013年以降を念頭に検討を進める意向を示した[31]。
  - 大和証券グループは、日比野隆司副社長が4月1日付で新社長に昇格する人事を発表。鈴木茂晴社長は会長、清田瞭会長は顧問へ[32]。
  - 京都市中京区のホテル「ホテルフジタ京都」が閉館、1970年の開業以来41年の歴史に幕[33]。
- 30日 - エジプトの証券取引所の閉鎖と銀行の休業は治安回復まで継続すると同国証券取引所の取締役会メンバーが明らかにした[34]。
- 31日
  - ニューヨーク・マーカンタイル取引所でWTI先物が一時2年4か月ぶりの高値92.84ドルとなった。インターコンチネンタル取引所の北海ブレント原油先物終値が2年4か月ぶりの高値101.01ドルとなった[35]。
  - ムーディーズはエジプト国債の格付けを「Ba1」から「Ba2」に引き下げた。格付け見通しも「安定的」から「弱含み」に引き下げた[36]。
  - パルコが、大分市の「大分パルコ」（1977年開業）を閉店[37]。

### 2月
- 1日
  - 日本生命保険が、筒井義信専務の新社長昇格を発表。4月1日付で新社長に就任へ。同時に、岡本国衛社長は会長、宇野郁夫会長は相談役にそれぞれ退く。
  - S&Pはエジプトの外貨建て長期格付けを「BB+」から「BB」に引き下げた[38]。
- 2日
  - バイオ関連産業林原等グループ3社が裁判外紛争解決手続（ADR）による再建を断念し東京地方裁判所に会社更生法の適用を申請。
  - S&Pはアイルランドの信用格付けを「A」から「A-」に引き下げた[39]。
- 3日
  - 大手鉄鋼メーカー、新日本製鐵（新日鉄）と住友金属工業の2社が、2012年をめどに経営統合を目指す方針を固めた[40]。
  - フィッチはエジプトの長期外貨建て発行体デフォルト格付けを「BB+」から「BB」に引き下げた[41]。
  - 国連食糧農業機関は2011年1月の食料価格指数が過去最高の230.7になったことを発表した[42]。
- 4日 - インドネシアの中央銀行は政策金利を0.25%引き上げ6.75%とした[43]。
- 7日 - 伊藤忠商事と食肉大手のプリマハムは、飼料・畜産ならびに食品製造の分野で業務提携を締結したことを発表した[44]。
- 10日
  - 大手航空会社の全日本空輸（ANA）が、中国香港のファーストイースタン・インベストメント・グループとの共同出資により、関西国際空港を拠点とする格安航空会社『A&F・Aviation』を設立（5月にPeach Aviationへと社名変更）[45]。
  - サッポロホールディングス（以下、サッポロHD）が、清涼飲料大手のポッカコーポレーションを買収し、完全子会社化することを発表[46]。またサッポロHDは同日、村上隆男社長が会長に昇格し、後任に常務の上條努が3月30日付で昇格する人事も発表された[47]。
  - 広告代理店大手の電通が、石井直専務の社長昇格を発表。高嶋達佳社長は会長に就く。4月1日付[48]。
  - 光学機器大手のオリンパスが次期社長にマイケル・シー・ウッドフォードを選任したことを、この日の取締役会にて明らかにした。4月1日付で社長執行役員、6月29日の定時株主総会および取締役会での決議で正式に社長に就任する予定[49]。
- 14日 - 中華人民共和国は2010年のGDPが日本を抜いて世界2位となった。日本は1967年に 西ドイツを抜いて以来2位を維持していた[50]。
- 15日 - スウェーデンの中央銀行は政策金利を0.25%引き上げ1.5%とした[51]。
- 16日
  - 米書店チェーン大手のボーダーズが連邦倒産法第11章の適用を申請。
  - テレビ通信販売大手のジャパネットたかたが販売したテレビ台で、使用された強化ガラスが割れる事故が全国で74件起きていたことが、同社と経済産業省の調査でわかった[52][53]。
- 17日 - 鬘大手、ユニヘアーは取締役会で、大槻忠男社長の解任を発表。解任理由は、業績不振を理由として退任を求められたが拒否したため。創業者の一人で前身アデランスの元社長で会長を務める根本信男が社長を兼任し、再建を図る[54]。
- 19日
  - トヨタ自動車は、前社長で副会長の渡辺捷昭が相談役に退く方向で最終調整していることを明らかにした。社長経験者が会長に昇格しないのは極めて異例[55]。
  - パリで開催されていたG20財務相・中央銀行総裁会議は世界経済の不均衡是正に向けての(目標でなく)参考指標として以下の項目を使用することで合意した[56][57]。
    - (i)公的債務と財政赤字、民間貯蓄率と民間債務
    - (ii)為替・財政・金融・その他の政策を十分に考慮しつつ、貿易収支、投資所得及び対外移転のネットフローから構成される対外バランス
- 20日 - 長野県諏訪市の百貨店、まるみつ百貨店が閉店[58]。
- 22日
  - 流通大手のイオングループが、専門店ビル大手パルコの発行済み株式12.3%を取得したと発表[59]。
  - ムーディーズは日本の国債の格付け見通しを「安定的」から「弱含み」に引き下げた[60]。
  - S&Pはリビアの長期信用格付けを「A-」から「BBB+」に引き下げた[61]。
- 23日
  - セブン&アイ・ホールディングスが、同社傘下の百貨店大手そごう・西武直営の「そごう八王子店」（東京都八王子市）を2012年1月31日で閉店することを発表。客離れによる売上高の減少等が理由[62]。
  - 出版大手の講談社が、現社長野間佐和子の長男で、副社長を務める野間省伸を社長に昇格させることを、この日株主総会と取締役会と正式に決定、4月中旬にも就任へ[63]。
  - 三菱UFJフィナンシャル・グループ（MUFG）と農林中央金庫が、MUFG傘下のクレジットカード大手、三菱UFJニコス約1000億円の追加出資をすることが明らかになった。増資率はMUFGが85%、農林中央金庫が15%。また、三菱UFJニコスの経営陣も刷新する方針で、佐々木宗平社長が会長に退き、新社長に和田哲哉副社長が昇格する[64]。
- 24日
  - 外国為替市場でドル/スイスフランが過去最安値のドル安の0.9234フランになった[65]。
  - 北海ブレント原油先物が一時2年半ぶりの高値119.79ドルとなった[66]。
- 25日 - ロシアの中央銀行は政策金利を0.25%引き上げ翌日物預金金利を3%、リファイナンス金利を8%とした[67]。
- 26日
  - 任天堂が次世代ゲーム機「ニンテンドー3DS」を発売。
  - みずほフィナンシャルグループが、傘下のみずほ証券、みずほインベスターズ証券、みずほ信託銀行の3社を完全子会社化する方針が明らかになった。経営の効率化を図る狙い[68]。

### 3月
- 1日
  - 沢井製薬が、キョーリン製薬ホールディングスとの経営統合中止を発表[69]。
  - イオングループ傘下の総合スーパー運営会社イオンリテール、マイカルの2社が合併。これにより「ジャスコ」と「サティ」の名称が消滅し、店名を「イオン」に統一し、収益強化を図る[70]。
  - フィッチはリビアの長期外貨建ておよび現地通貨建て格付けを「BBB」から「BB」(投機的格付)に3段階引き下げた。格付け見通しは「弱含み」[71]。
- 2日
  - ニューヨーク・マーカンタイル取引所でWTI先物終値が2年5か月ぶりの高値102.23ドルとなった[72]。
  - ニューヨーク・マーカンタイル取引所で金先物が一時史上最高値1441ドルとなった[73]。
- 3日
  - 放送持株会社の東京放送ホールディングス（TBSHD）は、財津敬三社長が4月1日付で退任し、取締役で子会社TBSテレビ社長の石原俊爾を後任に充てる人事を発表。石原はTBSHDとTBSテレビ両社の社長を兼任する[74]。
  - JR博多駅に新駅ビル「JR博多シティ」開業[75]。
  - ブラジルの中央銀行は政策金利を0.5%引き上げ11.75%とした[76]。
  - 国際連合食糧農業機関は2011年2月の食料価格指数が過去最高の236になったことを発表した[77]。
- 7日
  - ムーディーズはギリシャの信用格付けを「Ba1」から「B1」に3段階引き下げた[78]。
  - ニューヨーク・マーカンタイル取引所でWTI先物が一時2年5か月ぶりの高値106.95ドルとなった[79]。
  - ニューヨーク・マーカンタイル取引所で金先物が一時史上最高値1445.7ドルとなった[80]。
  - 東京工業品取引所の金先物が一時28年ぶりの高値3821円となる[81]。
- 8日 - ベトナムの中央銀行は政策金利であるリファイナンス金利を1%引き上げ12%に、公定歩合を5%引き上げ12%にした[82]。
- 9日 - タイの中央銀行は主要政策金利である1日物レポ金利を0.25%引き上げ2.5%した[83]。
- 10日
  - UCC上島珈琲などコーヒー製造販売各社、コーヒー消費量拡大に伴うコーヒー豆市場高騰により、インスタントコーヒー商品の価格を順次値上げに踏み切る。
  - S&Pはリビアの外貨建てソブリン債の格付けを「BBB+」から「BB」に4段階引き下げた。その上で格付けを一時停止した[84]。
  - ムーディーズはスペインの国債格付けを「Aa1」から「Aa2」に引き下げた[85]。
  - ニュージーランドの中央銀行は政策金利であるオフィシャル・キャッシュ・レートを0.5%引き下げ2.5%した[86]。
  - 韓国の中央銀行は政策金利を0.25%引き下げ3%した[87]。
- 11日
  - 東北地方太平洋沖地震発生。企業、株式市場にも多大な影響。
  - スナック菓子大手のカルビーが東証第1部上場[88]。
- 12日 - 九州新幹線・鹿児島ルート 博多?新八代間開業、同ルート全線開業、青森から鹿児島まで新幹線で繋がる。
- 14日
  - 東北地方太平洋沖地震における日本経済の甚大な影響が懸念されたことなどにより株式市場は全面安の展開となり、日経平均株価の終値は2010年12月1日以来の1万円割れとなる9,620円49銭で引ける[89]。また、東証1部の出来高は48億8000万株に達し、過去最高の出来高となる（以前の記録は2005年11月8日の45億5000万株）[90]。
  - 東京電力株は、巨大地震が影響となって起きた福島第一原子力発電所事故の影響でストップ安となる[91]。
  - 品川区大井町で再開発中の複合商業施設「阪急大井町ガーデン」の1期部分となるホテル「アワーズイン阪急」が開業。さらに16日には「阪急百貨店大井食品館」を開業[92]。
- 15日
  - マザーズ指数以外は、一時2010年度の年初来安値を更新している。日経平均株価終値は2010年9月2日以来東証株価指数TOPIXの終値は2010年9月1日以来東証2部指数とジャスダック指数の終値はどちらも2010年11月8日以来安値を更新した。また、東証1部の出来高は57億7000万株に達し、過去最高の出来高となる（以前の記録は前日14日）[93]。
  - NTTドコモが、スマートフォンのデータ通信向け新定額プランを導入開始[94]。
  - ムーディーズはポルトガルの長期債務格付けを「A1」から「A3」に2段階引き下げた[95]。
- 16日
  - ニューヨーク外国為替市場で円相場が一時1ドル＝76円25銭をつけ、1947年以来のドルに対する円の高値を記録[96][97]。
  - ムーディーズはエジプトのソブリン格付けを「Ba2」から「Ba3」に引き下げた[98]。
  - 外国為替市場でドル/スイスフランが過去最安値のドル安の0.9070フランになった[99]。
- 18日 - 先進7か国財務大臣・中央銀行総裁が緊急の電話会談を開催し、東北地方太平洋沖地震や福島原発の事故の影響を懸念した急激な円相場の変動を抑える目的で外国為替市場への協調介入を実施することで合意。日本では合意後即座に円売りドル買いの為替介入を行った。G7による協調介入は2000年9月以来。[100]
- 24日
  - フィリピンの中央銀行は主要政策金利を0.25%引き上げ4.25%した[101]。
  - ニューヨーク・マーカンタイル取引所で金先物が一時史上最高値1448.6ドルとなった[102]。
- 25日 - S&Pはポルトガルの長期ソブリンの格付けを「A-」から「BBB」に2段階引き下げた[103]。金利は一時8%に上昇した[104]。
- 28日 - 2010年1月に会社更生法を適用し、経営再建中の日本航空は、東京地方裁判所から会社更生手続きの終結決定を受けたことを発表。1年2か月ぶりに株式会社に復帰[105]。
- 29日
  - 東京電力が4月1日に予定していた2011年度入社式の中止を決定。福島第一原子力発電所事故などが影響。入社式が中止になるのは会社創立以来初めて。
  - パナソニックグループのパナソニック電工、および三洋電機が、それぞれ上場廃止。
  - S&Pはポルトガルの長期ソブリンの格付けを「BBB」から「BBB-」に引き下げた[106]。
  - S&Pはギリシャの長期ソブリンの格付けを「BB+」から「BB-」に2段階引き下げた[106]。
- 31日
  - プリンスホテル直営のホテル「グランドプリンスホテル赤坂」が閉館、55年の歴史に幕。なお新館は4月1日から6月末日まで東北地方太平洋沖地震の被災者の避難場所として一時提供された後、7月より解体される予定[107]。
  - 大手食品メーカーのキユーピー、仙川工場（東京都調布市）を閉鎖。

### 4月
- 1日
  - 住友信託銀行と中央三井トラスト・ホールディングスが経営統合し「三井住友トラスト・ホールディングス」が発足。
  - 日本航空が、かつてのシンボルマークだった「鶴丸」マークを3年ぶりに復活。
  - パナソニック電工、三洋電機の2社がパナソニックの完全子会社に移行。
  - 日興コーディアル証券が、SMBC日興証券に社名変更。
  - 明治ホールディングス傘下の主力2社（明治製菓、明治乳業）が事業再編並びに社名変更。旧・明治製菓は医薬品事業に特化した「Meiji Seikaファルマ」、旧・明治乳業は乳製品、食品、菓子部門を扱う「明治」となる。
  - 三越伊勢丹ホールディングスが、傘下の百貨店2社（三越、伊勢丹）を統合し、新会社「三越伊勢丹」を設立[108]。
  - コナミが、傘下のゲームソフト会社ハドソンを株式交換により完全子会社化。ソーシャル・ネットワーキング・サービス（SNS）事業の強化が狙い[109]。
  - ゲームソフト大手のコーエーテクモホールディングスの完全子会社、コーエーテクモゲームスが、コーエー、テクモ2社を吸収合併[110]。
  - 飲料大手の伊藤園と大塚ホールディングスがこの日から自動販売機での商品を相互供給を開始[111]。
  - S&Pはアイルランドの長期ソブリンの格付けを「A-」から「BBB+」に引き下げた[112]。
  - フィッチはポルトガルの外貨建て・自国通貨建ての長期発行体デフォルト格付けを「A-」から「BBB-」に3段階引き下げた。格付け見通しは「弱含み」[113]。
  - 東京電力株は一時60年ぶりの安値399円になった。終値は449円。売買高は過去最高の2億361万株[114]。
- 5日
  - 北海ブレント原油先物が一時2年半ぶりの高値122.89ドルとなった[115]。
  - ニューヨーク・マーカンタイル取引所で金先物が一時史上最高値1458.6ドルとなった[116]。
- 6日
  - ポルトガルは欧州委員会に金融支援を要請することを決めた[117]。
  - 東京電力株は一時上場来安値の293円になった。終値は337円。出来高は3億312万株[118]。
- 7日 - 欧州中央銀行は政策金利を0.25%引き上げ1.25%した。約3年ぶりの利上げ[119]。
- 8日 - 外国為替市場で豪ドル/米ドルが約29年ぶりの豪ドル高の1.0585米ドルになった[120]。
- 12日
  - NHK経営委員会が、1月25日に辞任した小丸成洋（福山通運社長）の後任となる新たな経営委員長に、数土文夫・JFEホールディングス相談役を選出した[121]。
- 14日 - 外国為替市場でドル/スイスフランが過去最安値のドル安の0.8892スイスフランになった[122]。
- 15日
  - ムーディーズはアイルランドの外貨建て・自国通貨建て格付けを「Baa1」から「Baa3」に2段階引き下げた。格付け見通しは「弱含み」[123]。
  - ニューヨーク・マーカンタイル取引所で金先物が一時史上最高値1489.1ドルとなった[124]。
- 18日 - S&Pはアメリカ合衆国の信用格付けの見通しを「安定的」から「弱含み」に引き下げた[125]。
- 20日
  - 商業ビル大手パルコは、平野秀一社長を退陣させる等の人事を決定。株主上位1・2位の森トラストとイオンが経営陣交代を申し入れていたため。後任には取締役専務執行役の牧山浩三が昇格する[126]。
  - ブラジルの中央銀行は主要政策金利を0.25%引き上げ12%した[127]。
  - 東京工業品取引所の銀先物が一時上場来高値118.3円となる[128]。
- 21日
  - ニューヨーク・マーカンタイル取引所で金先物が一時史上最高値1509.6ドルとなった[129]。
  - 外国為替市場で豪ドル/米ドルが約29年ぶりの豪ドル高の1.0772米ドルになった[130]。
- 22日
  - みずほ銀行は、東日本大震災直後に起こったシステム障害の責任を取り、西堀利頭取が6月にも辞任する意向を固めた。業績悪化以外でトップが辞任するのは極めて異例。6月に開かれる株主総会までに再発防止策をまとめ、正式に辞任するとみられる[131]。
  - 日産自動車は8月1日付で九州工場（福岡県苅田町）を分社化し、新会社日産自動車九州を設立。10月1日より事業開始することを発表[132]。
- 26日 - アイルランド2年債の利回りが12.08%になった。ギリシャ2年債利回りが24.45%になった。ポルトガル2年債利回りが11.74%になった。いずれもユーロ導入以降で最高の利回りを記録した[133]。
- 27日
  - 小売業の丸井が直営する新店舗「京都マルイ」が、京都市下京区の旧四条河原町阪急（2010年8月閉鎖）跡に開業[134]。
  - ギリシャ2年債利回りが25.1%になった。10年債利回りは16.07%になった[133]。
  - S&Pは日本の長期国債の格付け見通しを「安定的」から「弱含み」に引き下げた[135]。
- 28日 - 外国為替市場で豪ドル/米ドルが約29年ぶりの豪ドル高の1.0921米ドルになった[136]。
- 29日
  - ロシアの中央銀行は政策金利を0.25%引き上げ8.25%した[137]。
  - 外国為替市場でドル/スイスフランが過去最安値のドル安の0.8644スイスフランになった[138]。

### 5月
- 2日
  - 外国為替市場で豪ドル/米ドルが約29年ぶりの豪ドル高の1.1011米ドルになった[139]。
  - ニューヨーク・マーカンタイル取引所で金先物が一時史上最高値1577.4ドルとなった[140]。
- 3日 - インドの中央銀行は政策金利(レポ金利)を0.5%引き上げ7.25%にした。今後はレポ金利を唯一の政策金利にする[141]。
- 4日
  - JR大阪駅に直結の駅ビル大阪ステーションシティに、三越伊勢丹ホールディングス系列の百貨店JR大阪三越伊勢丹が開店。
  - 外国為替市場でドル/スイスフランが過去最安値のドル安の0.8554スイスフランになった[142]。
  - 外国為替市場でユーロ/ドルが1年半ぶりのユーロ高の1.49404ドルになった[142]。
  - ポルトガル暫定政権のソクラテス首相は欧州連合と国際通貨基金に780億ユーロ、期限3年の金融支援を受けることで合意した[143]。
- 6日 - 福島第一原子力発電所事故を受け、東海地震の想定震源域上にある浜岡原子力発電所の全機停止を菅直人首相が中部電力に要請。
- 9日
  - 浜岡原子力発電所の全機停止を菅直人首相から要請されていた中部電力が取締役会で要請受け入れを決定。
  - S&Pはギリシャの格付けを「BB-」から「B」に2段階引き下げた。見通しは「弱含み」のまま[144]。
- 12日
  - 日本たばこ産業（JT）が、同社生産のたばこ全96銘柄のうち「キャスター」「チェリー」など23銘柄を廃止することを発表[145]。
  - 三越伊勢丹ホールディングスは、傘下の三越伊勢丹直営の専門店「新宿三越アルコット」（旧・三越新宿店）を2012年3月で閉店し、跡地を家電量販店大手のビックカメラに貸し出すことを決定した[146]。
  - 中華人民共和国の中央銀行は市中銀行の預金準備率を0.5%引き上げ、大手銀行向けは過去最高の21%にした[147]。
  - ノルウェーの中央銀行は政策金利を0.25%引き上げ2.25%した[148]。
- 16日 - フィッチはアイスランドの格付け見通しを「弱含み」から「安定的」に引き上げた[149]。
- 17日 - 小麦価格の高騰により、製パン大手の山崎製パンはこの日、主力製品227品目を、7月1日出荷分から平均約5%値上げすると発表[150]。
- 19日
  - 家電大手のシャープと日本放送協会(NHK)が共同で、ハイビジョンの16倍の横7680×縦4320画素(8K4K)の「スーパーハイビジョン」に対応した85V型液晶ディスプレイを開発[151]。
  - 製薬大手の武田薬品工業はスイスの製薬大手、ナイコメッド社（Nycomed）の全株式を96億ユーロ（1兆1136億円）で取得し、完全子会社化することで合意[152]。
- 20日
  - フィッチはギリシャの外貨建ておよび自国通貨建て長期発行体デフォルト格付けを「BB+」から「B+」に3段階引き下げた。格付けウォッチは「ネガティブ」[153]。
  - クレジット・デフォルト・スワップ(CDS)市場で東京電力の5年もの社債保証コストが過去最大の726bpに達した。これまでの最高は2010年6月29日にBPが2010年メキシコ湾原油流出事故で記録した577.5bp[154]。
  - 東京電力の2011年3月期の連結純損失は1兆2473億円と日本の(非金融の)事業会社として過去最大となった[154]。
  - S&Pはイタリアの格付け見通しを「安定的」から「弱含み」に引き下げた[155]。
- 23日
  - フィッチはベルギーの格付け見通しを「安定的」から「弱含み」に引き下げた[156]。
  - S&Pはブラジルの格付け見通しを「安定的」から「強含み」に引き上げた[157]。
- 24日
  - 関西国際空港を拠点とする日本初の格安航空会社、A&F・Aviation（全日本空輸（ANA）など出資）は、社名をPeach Aviationへ変更、ブランド名を「Peach」（ピーチ）とすることを発表。本社も当初の東京都港区から大阪府泉南郡田尻町に移転する[158]。
  - 大公国際資信評価(中国語:大公国?)はイギリスの自国通貨、外貨建ての長期信用格付けを「AA-」から「A+」に引き下げた[159]。
  - クレジット・デフォルト・スワップ(CDS)市場でのギリシャ国債保証コストが過去最高の1496bpに達した[160]。
- 26日 - ムーディーズはバーレーンの政府債格付けを「A3」から「Baa1」に引き下げた。見通しは「弱含み」[161]。
- 27日
  - 外国為替市場でユーロ/スイスフランが過去最安値のユーロ安の1.2147スイスフランになった[162]。
  - 外国為替市場でドル/スイスフランが過去最安値のドル安の0.8511スイスフランになった[162]。
  - 外国為替市場でNZドル/米ドルが3年ぶりのNZドル高の0.8072米ドルになった[163]。
  - フィッチは日本のソブリン債格付け見通しを「安定的」から「弱含み」に引き下げた[164]。
- 30日
  - 外国為替市場でNZドル/米ドルが26年ぶりのNZドル高の0.8218米ドルになった[165]。
  - コロンビアの中央銀行は政策金利を0.25%引き上げ4%した[166]。

### 6月
- 1日
  - タイの中央銀行は政策金利を0.25%引き上げ3%した[167]。
  - ムーディーズはギリシャの格付けを「B1」から「Caa1」に3段階引き下げた。見通しは「弱含み」[168]。
  - 外国為替市場でドル/スイスフランが過去最安値のドル安の0.8379スイスフランになった[169]。
  - 外国為替市場でユーロ/スイスフランが過去最安値のユーロ安の1.2079スイスフランになった[170]。
  - 三井グループの不動産大手三井不動産と、フジ・メディア・ホールディングス傘下のフジテレビジョンが共同で、東京臨海副都心地区（江東区青海）で開発推進中の「（仮称）青海Q街区計画」にて、2012年(平成24年)春に開業予定の商業施設の施設名称案を6月30日まで公募。また『新Zepp Tokyo（仮）』の出店も発表された[171][172]。
- 2日 - 東京電力株は一時上場来安値の282円になった[173]。
- 6日 - ソニー・コンピュータエンタテインメント（SCE）が、PlayStation Portable（PSP）の後継機となる新型携帯ゲーム機の名称を「PlayStation Vita」（PS Vita）とし、2011年末に発売すると発表[174]。
- 7日 - 東芝、ソニーの両社が、スマートフォンなどに使用される中小型液晶パネル部門の事業統合を検討していることがわかった[175]。
- 8日 - ブラジルの中央銀行は政策金利を0.25%引き上げ12.25%した[176]。
- 9日 - 東京電力株は一時上場来安値の148円になった[177]。
- 10日
  - 韓国の中央銀行は政策金利を0.25%引き上げ3.25%した[167]。
  - 外国為替市場でNZドル/米ドルが26年ぶりのNZドル高の0.8301米ドルになった[170]。
- 13日
  - S&Pはギリシャの信用格付けを「B」から「CCC」に3段階引き下げた。見通しは「弱含み」[178]。
  - 格付投資情報センターはギリシャの外貨建て発行体格付け・自国通貨建て発行体格付けを「B」から「CCC+」に2段階引き下げた。レーティング・モニターは「格下げ方向」[179]。
- 14日 - 日本政府は、3月末で終了した家電エコポイントの経済波及効果が約5兆円になったことを発表した[180]。
- 16日
  - インドの中央銀行は政策金利を0.25%引き上げ7.5%した[181]。
  - 外国為替市場でユーロ/スイスフランが過去最安値のユーロ安の1.1946スイスフランになった[182]。
  - クレジット・デフォルト・スワップ(CDS)市場でのギリシャ国債保証コストが過去最高の2050bpに達した[183]。
- 23日 - フィッチはフィリピンの長期外貨建て発行体デフォルト格付けを「BB」から「BB+」に引き上げた。長期自国通貨建て発行体デフォルト格付けは、「BB+」から「BBB-」に引き上げた。見通しは「安定的」[184]。
- 25日 - 国際決済銀行のバーゼル銀行監督委員会は巨大銀行に対し、2019年までに自己資本比率を最大2.5％上積みするよう求めることで合意した[185]。

### 7月
- 1日
  - 国内9路線を運行する航空会社のスカイネットアジア航空が、新ブランド名『ソラシド エア』（Solaseed Air）を立ち上げた。
  - アサヒビールグループがこの日から持株会社制に移行。旧法人のアサヒビール株式会社が持株会社移転により、商号を『アサヒグループホールディングス株式会社』に変更、旧アサヒビール社の現業全般を新法人のアサヒビール株式会社（2010年8月に持株会社移行のための準備会社として旧アサヒグループホールディングス株式会社として設立）に移譲。アサヒグループHDの事業子会社はアサヒビール・アサヒ飲料・アサヒフードアンドヘルスケア・エルビー・和光堂・天野実業の6社。
- 5日 - ムーディーズはポルトガルの格付けを「Baa1」から投機的等級の「Ba2」に4段階引き下げた。見通しは「弱含み」[186]。
- 6日 - 中華人民共和国の中央銀行は政策金利を0.25%引き上げた。1年物貸出金利は6.56%へ1年物預金金利は3.5%へそれぞれ0.25%引き上げた[187]。
- 12日 - ムーディーズはアイルランドの信用格付けを「Baa3」からジャンク級の「Ba1」に引き下げた[188]。
- 13日
  - タイの中央銀行は政策金利を0.25%引き上げ3.25%にした[189]。
  - フィッチはギリシャの長期発行体デフォルト格付け(外貨建て、自国通貨建ての両方)を「B+」から「CCC」に3段階引き下げた[190]。
  - 欧州債券市場でアイルランド国債の利回りが過去最高の14.29%となった[191]。
- 14日
  - ニューヨーク・マーカンタイル取引所で金先物が一時史上最高値1594.4ドルとなった[192]。
  - 外国為替市場でドル/スイスフランが過去最安値のドル安の0.8083スイスフランになった[193]。
  - 外国為替市場でユーロ/スイスフランが過去最安値のユーロ安の1.14945スイスフランになった[193]。
  - 外国為替市場でポンド/スイスフランが過去最安値のポンド安の1.3056スイスフランになった[193]。
  - 外国為替市場でNZドル/米ドルが26年ぶりのNZドル高の0.8501米ドルになった[194]。
- 15日 - 欧州銀行監督機構(EBA)は銀行ストレステスト(健全性審査)の結果8行が不合格と発表。資本不足額は計25億ユーロ[195]。
- 18日
  - ニューヨーク・マーカンタイル取引所で金先物が一時史上最高値1607.01ドルとなった[196]。
  - 外国為替市場でユーロ/スイスフランが過去最安値のユーロ安の1.1365スイスフランになった[197]。
- 20日
  - 欧州債券市場でギリシャ2年債の利回りが過去最高の40.46%となった[198]。
  - ブラジルの中央銀行は政策金利を0.25%引き上げ12.5%にした[199]。
- 21日
  - 外国為替市場でNZドル/米ドルが30年ぶりのNZドル高の0.8588米ドルになった[200]。
  - ユーロ圏首脳会議は1590億ユーロの新たなギリシャ支援を公約した。ユーロ圏と国際通貨基金が1090億ユーロを拠出し、金融機関は500億ユーロを負担する[201]。
- 24日 - 日本のテレビジョン放送はこの日、地上波、BS放送ともにアナログ放送を終了し、デジタル放送へ完全移行。東日本大震災で被害の大きかった被災3県は特例法による延長されたため、2012年3月31日に延期されていた。
- 25日 - ムーディーズはギリシャのソブリン格付けを「Caa1」から「Ca」に3段階引き下げた[202]。
- 28日
  - 外国為替市場でNZドル/米ドルが30年ぶりのNZドル高の0.8766米ドルになった[203]。
  - 外国為替市場で豪ドル/米ドルが29年ぶりの豪ドル高の1.1081米ドルになった[203]
- 29日
  - 外国為替市場でドル/スイスフランが過去最安値のドル安の0.7853スイスフランになった[204]。
  - 外国為替市場でユーロ/スイスフランが過去最安値のユーロ安の1.1297スイスフランになった[204]。
  - ニューヨーク・マーカンタイル取引所で金先物が一時史上最高値1637.5ドルとなった[205]。
  - S&Pはキプロスの長期外貨格付けを「BBB+」に引き下げた。見通しは「弱含み」[206]。
- 31日 - J・フロントリテイリング傘下の大丸松坂屋百貨店直営の店舗「博多大丸長崎店」（長崎市）が閉店[207]。

### 8月
- 1日 - 米ロードアイランド州セントラルフォールズ市が、連邦倒産法第9章の適用を申請。
- 2日
  - キリンホールディングスはこの日、ブラジル・サンパウロのビール・清涼飲料水大手のスキンカリオール・グループの発行済み株式の過半数を創業者一族から取得し、子会社化することを発表。買収費用は総額39億5千万レアル（約1988億円）[208]。
  - 外国為替市場でドル/スイスフランが過去最安値のドル安の0.76425スイスフランになった[209]。
  - 外国為替市場でユーロ/スイスフランが過去最安値のユーロ安の1.08451スイスフランになった[209]。
- 3日
  - 日立製作所が1956年（昭和31年）から続けているテレビの自社生産から2011年度中にも撤退することがわかった。薄型テレビの価格下落による採算悪化などが原因。撤退後は日本国外メーカーに事業を委託する[210]。
  - 大公国際評価(中国語:大公国?)はアメリカ合衆国のソブリン信用格付けを「A+」から「A」に引き下げた。見通しは「弱含み」[211]。
  - 原子力損害賠償支援機構法が成立した。「利害関係者」に求める「協力」に破綻処理を含むとは明記されていない[212][213]。
  - スイスの中央銀行は政策金利を0.25%から「可能な限りゼロ近く」へ引き下げた[214]。
- 4日
  - 日本の政府・日銀が急激な円相場の変動を抑える目的で外国為替市場への為替介入（単独介入）を実施、3月18日以来今年2度目。
  - トルコの中央銀行は政策金利を0.5%引き下げ5.75%にした[215]。
- 5日 - S&Pはアメリカ合衆国の長期格付けを「AAA」から「AA+」に引き下げた（米国債ショック） 。見通しは「弱含み」[216]。
- 8日 - 日本の堂島米会所で1939年に廃止されたコメの先物取引が東京穀物商品取引所と関西商品取引所で二年間の試験上場として復活した[217]。
- 9日
  - 日経平均株価と東証株価指数TOPIXの午前の終値は年初来安値を更新していたが、午後の終値は年初来安値を更新はならなかった。
  - S&Pはエストニアの信用格付けを「A」から「AA-」に2段階引き上げた。見通しは「安定的」[218]。
  - 外国為替市場でドル/スイスフランが過去最安値のドル安の0.7071スイスフランになった[219]。
  - 外国為替市場でユーロ/スイスフランが過去最安値のユーロ安の1.0075スイスフランになった[209]。
- 10日 - ニューヨーク・マーカンタイル取引所で金先物が一時史上最高値1801ドルとなった[220]。
- 11日 - 東京工業品取引所で金先物が一時史上最高値4481円となった[221]。
- 15日 - アメリカ合衆国のインターネット検索大手Googleは、携帯電話大手のモトローラ・モビリティ・ホールディングスを125億$（日本円にして約9600億円）で買収、携帯電話事業に本格参入することを発表[222]。
- 16日 - 日本航空が、三菱商事やオーストラリアの航空大手カンタス航空グループと合弁で格安航空会社（LCC）ジェットスター・ジャパンを9月に共同で設立することで合意したことを発表。2012年中の就航を目指す[223]。
- 17日 - アイスランドの中央銀行は政策金利を0.25%引き下げ4.5%にした[224]。
- 19日
  - 日経平均株価の終値は2011年3月15日終値まであと約15円までなり、東証株価指数TOPIXの終値は2010年8月25日以来ほぼ1年ぶりの安値を更新した。
  - 東京工業品取引所で金先物が一時史上最高値4545円となった[225]。
  - ニューヨーク・マーカンタイル取引所で金先物が一時史上最高値1881.4ドルとなった[226]。
  - 外国為替市場でドル/円が戦後最安値のドル安の75円95銭になった[227]。
- 22日- 日経平均株価の終値は2011年3月15日終値を下まった、2010年8月29日以来、東証株価指数TOPIXの終値は2009年5月1日以来の安値を更新した。どちらも今年の安値を更新した。
- 23日
  - 東京工業品取引所で金先物が一時史上最高値4725円となった[228]。
  - ニューヨーク・マーカンタイル取引所で金先物が一時史上最高値1912.09ドルとなった[229]。
- 24日
  - ムーディーズは日本政府の格付けを「Aa3」から「Aa2」に引き下げた。格付け見通しは「安定的」[230]。
  - Apple はスティーブ・ジョブズ最高経営責任者 (CEO) が会長に退き、後任のCEOにティム・クック最高執行責任者 (COO) が就任。
  - タイの中央銀行は政策金利を0.25%引き上げ3.5%にした[231]。
  - S&Pはチェコのソブリン債格付けを「A」から「AA-」に2段階引き上げた。見通しは「安定的」[232]。
- 25日 - 欧州債市場でギリシャ2年債利回りがユーロ導入以後の最高の45.95%となった[233]。
- 29日 - 東京臨海副都心地区（江東区青海）に2012年（平成24年）春に開業予定の「（仮称）青海Q街区計画」の施設名称が『ダイバーシティ東京』に決定[234]。
- 31日
  - ブラジルの中央銀行は政策金利を0.5%引き下げ12%にした[235]。
  - 全日本空輸と、アジア最大の格安航空会社（LCC）であるマレーシアのエアアジアとの共同出資による新格安航空会社「エアアジア・ジャパン」を設立。新会社は新東京国際空港（千葉県成田市）を拠点とする[236]。

### 9月
- 6日
  - 日経平均株価と東証株価指数TOPIXの終値は2011年8月22日以来、安値を更新した。
  - スイスの中央銀行はフランの対ユーロ相場に1ユーロ=1.2フランの上限目標を設定。これを受けユーロ/スイスフランは1日で10%近く上昇[237]。
  - 東京工業品取引所で金先物が一時史上最高値4749円となった[238]。
- 9日
  - 欧州債市場でギリシャ2年債利回りが58.96%となった。10年債利回りが20.337%となった。[239]。
  - クレジット・デフォルト・スワップ(CDS)市場でのギリシャ国債保証コストが過去最高の3727bpに達した[240]。
  - 外国為替市場でユーロ/円が10年ぶりのユーロ安の105円30銭になった[241]。
  - アメリカ合衆国10年債利回りが過去最低の1.8942%となった[240]。
- 12日
  - 日経平均株価終値は2010年8月25日以来、東証株価指数TOPIXの終値は2011年9月6日以来、安値を更新した。
  - クレジット・デフォルト・スワップ(CDS)市場でのギリシャ国債保証コストが過去最高の3950bpに達した。ポルトガル国債も過去最高の1200bpに達した。イタリア国債も過去最高の505bpに達した[242]。
- 14日 - 欧州債市場でギリシャ2年債利回りが84.52%となった。10年債利回りが26.46%となった。[243]。
- 15日?18日 - 千葉・幕張メッセにて「東京ゲームショウ2011」開催。日本をはじめ計16か国、193社が出展[244]。
- 16日
  - 製紙大手、大王製紙はこの日、創業家出身の井川意高会長が、連結会社から50億円の不適切な借り入れをしたとして辞任することを発表[245]。
  - インドの中央銀行は政策金利(レポレート)を0.25%引き上げ8.25%した[246]。
- 17日 - 日清食品ホールディングスが横浜市中区のみなとみらい地区に「カップヌードルミュージアム」を開業。
- 20日 - S&Pはイタリアの長期・短期ソブリン非依頼格付けを「A+/A-1+」から「A/A-1」に引き下げた。見通しは「弱含み」[247]。
- 21日 - 米国債市場でアメリカ合衆国10年債は過去最低の低金利の1.854％となった[248]。
- 22日 - 外国為替市場でユーロ/円が10年ぶりのユーロ安の102円22銭になった[249]。
- 23日
  - 欧州債市場でドイツ10年債利回りが1989年以来の最低の1.636%となった[250]。
  - クレジット・デフォルト・スワップ(CDS)市場でイタリア国債保証コストが過去最高の536.5bpに達した。スペイン国債も過去最高の442bpに達した。フランス国債も過去最高の204bpに達した。ドイツ国債も過去最高の109bpに達した[251]。
  - クレジット・デフォルト・スワップ(CDS)市場で韓国が202bpに達した[252]。
- 26日 - 日経平均株価安値は、年初来安値を更新、終値は2009年5月22日以来、安値を更新した。東証株価指数TOPIXの安値は、年初来安値を更新、終値は2009年4月30日以来、安値を更新した。マザーズ指数終値は、年初来安値を更新した。
- 28日 - フィッチはスロベニアの外貨建て長期格付けを「AA」から「AA-」に引き下げた。見通しは「弱含み」[253]。
- 29日
  - パナソニックが、リチウムイオン電池の日本国内の生産拠点を2012年度末までに半減、4か所に集約する方針であることがこの日わかった[254]。
  - フィッチはニュージーランドの長期外貨建て発行体デフォルト格付けを「AA+」から「AA」に引き下げた。長期自国通貨建て発行体デフォルト格付けは「AAA」から「AA+」に引き下げた。見通しは「安定的」[255]。
  - ドイツ連邦議会が欧州金融安定ファシリティ(EFSF)の機能拡充案を可決した[256]。
- 30日
  - シャープが、2010年末に発売した携帯端末「GALAPAGOS」の販売を終了。iPadなどに押され販売が低迷していたほか、スマートフォンで電子書籍を楽しむスタイルが急速に普及したことによる。
  - クレジット・デフォルト・スワップ(CDS)市場で日本が過去最高の147.2bpに達した[257]。
- 月内 - ソニーが、携帯音楽プレーヤー「ウォークマン」のMDタイプの出荷を終了[258]。同じくして、8ミリビデオカセットレコーダーの出荷も終了[259]。

### 10月
- 1日 - 山口県の地方銀行・山口銀行を傘下に置く山口フィナンシャルグループの新会社として北九州銀行（本店：福岡県北九州市）がこの日発足。山口銀行の九州内23店舗の営業を北九州銀行が承継する。
- 3日 - クレジット・デフォルト・スワップ(CDS)市場でドイツが過去最高の118bpに達した[260]。
- 4日 - 外国為替市場でユーロ/円が10年ぶりのユーロ安の100円76銭になった[261]。
- 5日
  - 東証株価指数TOPIXの終値は2011年9月26日以来、安値を更新した[262]。
  - ムーディーズはイタリア国債の格付けを「Aa2」から「A2」に3段階引き下げた。格付け見通しは「弱含み」[263]。
  - アメリカ合衆国・Appleの最高経営責任者（CEO）だったスティーブ・ジョブズが逝去（56歳）。
- 7日 - フィッチはイタリアのソブリン信用格付けを「AA-」から「A+」に引き下げ、スペインのソブリン信用格付けを「AA+」から「AA-」に2段階引き下げた。見通しは2国とも「弱含み」[264]。
- 11日 - インドネシアの中央銀行は政策金利(BIレート)を0.25%引き下げ過去最低の6.5%にした[265]。
- 12日
  - 格付投資情報センターはギリシャの長期個別債務格付けを「CCC」から「CC」に引き下げた。レーティング・モニターは「格下げ方向」[266]。
  - 米ペンシルベニア州ハリスバーグ市が、連邦倒産法第9章の適用を申請。
- 13日
  - スロバキアで欧州金融安定ファシリティ(EFSF)の拡充案を議会が可決し、同案が批准され、ユーロ圏17か国の承認手続きか完了した[267]。
  - ベラルーシの中央銀行は政策金利(リファイナンス金利)を5%引き上げ35%にした[268]。
- 14日
  - S&Pはスペインの信用格付けを「AA」から「AA-」に引き下げた。格付け見通しは「弱含み」[269]。
  - 光学メーカー大手のオリンパスが、マイケル・ウッドフォード社長（当時）を解任[270]。
- 15日 - 東京・有楽町マリオンにて、阪急阪神百貨店直営の男性向け衣料雑貨専門店「阪急MEN'S TOKYO」が開業[271]。
- 18日
  - ムーディーズはスペインソブリン格付けを「Aa2」から「A1」に2段階引き下げた。格付け見通しは「弱含み」[272]。
  - S&Pはエジプトの長期外貨建てソブリン格付けを「BB」から「BB-」に引き下げ、長期自国通貨建て格付けを「BB+」から「BB-」に引き下げた。格付け見通しは「弱含み」[273]。
- 19日
  - 日本の野田佳彦首相と韓国の李明博大統領は日韓通貨スワップの限度額を130億ドルから700億ドルに拡充することで合意した[274]。
    - 日銀と韓国銀行の円ウォンスワップ:30億ドル→300億ドル(2012年10月末まで)
    - チェンマイニシアティブ(2国間):100億ドル→据え置き
    - 外為特会と韓国銀行(新設):0→300億ドル(期限1年)

  - ブラジルの中央銀行は政策金利を0.5%引き下げ11.5%にした[275]。
- 21日 - 外国為替市場でドル/円が戦後最安値のドル安の75円78銭になった[276]。
- 25日
  - タイ大洪水被害を受け、日本政府と日本銀行はタイへの経済支援策をまとめた[277]。
  - 外国為替市場でドル/円が戦後最安値のドル安の1ドル=75円73銭になった。
  - 酒類大手の麒麟麦酒はこの日、同社が第三のビールとして発売した「キリン のどごし（生）」について、2005年4月発売時からの累計販売本数が100億本を突破したと発表。第三のビールでは初の100億本突破となる[278]。
  - NHK経営委員会はこの日、2012年度から3か年の経営計画を確認し、受信料を月額最大120円値下げすることを明らかにした[279]。
- 26日

  - オリンパスは、菊川剛会長兼社長が同日付で辞任し、後任の社長に取締役専務執行役員の高山修一の就任を発表[270]。
- 27日
  - ユーロ圏首脳会議で欧州金融安定ファシリティ(EFSF)の支援能力をレバレッジにより１兆ユーロ規模に拡大することと、民間保有のギリシャ国債50%減免で合意した。EU首脳会議で2012年6月末までに中核的自己資本比率を9%に引き上げることで合意した[280]。
    - CDS市場関係者は「自発的」に債務減免に合意した場合、CDSの支払いが発生しないのではCDS市場の存在意義が問われる、と発言[281]。

  - 外国為替市場でドル/円が戦後最安値のドル安の75円67銭になった[282]。
  - 日銀は金融政策決定会合で資産買い入れ基金を5兆円積み増し、総額55兆円とする金融緩和策を決めた[283]。
  - S&Pはキプロスの長期ソブリン格付けを「BBB+」から「BBB」に引き下げた[284]。
- 28日
  - 東京・有楽町マリオンにて、JR東日本グループの駅ビル事業ルミネの直営店舗「ルミネ有楽町店」が開業。
  - イタリアの10年物国債の入札で利回りがユーロ導入以来最高の6.06%となった[285]。
- 31日
  - 外国為替市場でドル/円が戦後最安値のドル安の75円32銭になった。その後、日本政府が円売りドル買い介入を行い79円台になった[286]。しかし、その後も円高の勢いは続いた。
  - 米金融大手MFグローバル・ホールディングスが連邦倒産法第11章の適用を申請。

### 11月
- 1日 - オーストラリアの中央銀行は政策金利を0.25%引き下げ4.5%にした[287]。
- 2日 - ルーマニアの中央銀行は政策金利を0.25%引き下げ、過去最低の6%にした[288]。
- 3日
  - ギリシャの2年物国債の利回りが1998年以来最高の107.26%となった[289]。
  - 欧州連合の中央銀行(欧州中央銀行)は政策金利を0.25%引き下げ1.25%にした[290]。
  - 米アイスクリームチェーンのディッピン・ドッツが連邦倒産法第11章の適用を申請。
- 4日
  - プロ野球球団横浜ベイスターズのオーナー企業だった放送持株会社大手東京放送ホールディングス（TBSHD）が、携帯電話ゲームサイト「モバゲー」の運営事業DeNAに球団を譲渡することを、両社が合意し正式に発表。同日、DeNAが球団名を『横浜DeNAベイスターズ』とし、日本野球機構に加盟申請した[291]。
  - 光学機器大手のオリンパスは8日に予定されていた9月期の中間連結決算発表を延期することを決定。過去の企業買収問題について「第三者委員会」が調査に着手したのに伴う措置[292]。
  - イタリアの10年物国債の利回りがユーロ導入以来最高の6.43%となった[293]。
- 5日 - ムーディーズはキプロスの格付けを「Baa1」から「Baa3」に2段階引き下げた[294]。
- 8日 - 光学機器大手のオリンパスはこの日、1990年代から続く損失隠しの問題等を受け、副社長・森久志の解任を発表[295]。
- 9日
  - 格付投資情報センターはイタリアの発行体格付けを「AA」から「A+」に2段階引き下げた。レーティング・モニターは「格下げ方向」[296]。
  - イタリアの10年物国債の利回りがユーロ導入以来最高の7.48%となった[293]。
  - 米アラバマ州ジェファーソン郡が、連邦倒産法の適用を申請。
- 10日
  - インドネシアの中央銀行は政策金利を0.5%引き下げ過去最低の6%にした[297]。
  - 日本の10年物国債の利回りが1年ぶりの低金利の0.96%となった[298]。
- 17日
  - ジャスダック指数の終値は、年初来安値を更新した。
  - S&Pはブラジルのソブリン債格付けを「BBB-」から「BBB」に引き下げた[299]。
  - スペインの10年物国債の利回りが1997年以来最高の6.975%となった[300]。
  - 日本の10年物国債の利回りが1年ぶりの低金利の0.945%となった[301]。
- 22日
  - 製紙大手、大王製紙の井川意高前会長が特別背任容疑で逮捕された[302]。
  - 東京証券取引所（東証）と大阪証券取引所（大証）が2013年1月1日に経営統合することを発表[303]。
  - ベルギーの10年物国債の利回りが2002年7月以来最高の5.1%となった[304]。
  - 国際通貨基金は短期(6か月)の流動性を供給する融資制度「予防的流動性枠(PLL:Precautionary and Liquidity Line)」の新設を発表した[305]。
- 23日 - ドイツの10年物国債の入札が札割れとなった。募集額60億ユーロに対し、応札額36億4400万ユーロで平均利回りは1.98%[306]。
- 24日
  - 日経平均株価の終値は2009年4月30日以来、東証株価指数TOPIXの終値は2009年3月31日以来安値を更新。マザーズ指数安値は、年初来安値を更新した。
  - エジプトの中央銀行は政策金利(翌日物預金金利)を1%引き上げ9.25%にした[307]。
- 25日
  - S&Pはベルギーの格付けを「AA+」から「AA」に引き下げた。格付け見通しは「弱含み」[308]。
  - ムーディーズはハンガリーの外貨・自国通貨建て格付けを「Baa3」から「Ba1」(ジャンク級)に引き下げた。格付け見通しは「弱含み」[309]。
  - ベルギーの10年物国債の利回りが11年ぶりの高水準5.86%となった[310]。
- 28日 - フィッチはアメリカ合衆国の長期外貨建ておよび現地通貨建ての発行体デフォルト格付けを「AAA」に据え置き、長期格付け見通しは「安定的」から「弱含み」に引き下げた[311]。
- 29日 - 米アメリカン航空と親会社AMRが、連邦倒産法第11章の適用を申請。
- 30日
  - ブラジルの中央銀行は政策金利を0.5%引き上げ11%にした[312]。
  - 日本、カナダ、イギリス、欧州連合、アメリカ合衆国、スイスの中央銀行は米ドル資金供給のため以下の協調行動を決めた[312]。
    - 米ドル資金供給オペの適用金利を0.5％引き下げる
    - 米連銀との米ドルスワップ取り決めの期限を6か月延長し2013年２月１日とする
    - 米ドル以外の資金供給オペに備えた多角的スワップ取り決めを締結する

### 12月
- 2日 - 11日 - 第42回東京モーターショー（東京ビッグサイト）
- 6日 - オーストラリアの中央銀行は政策金利を0.25%引き上げ4.25%にした[313]。
- 7日 - 大公国際資信評価有限公司(中国語:大公国?)はイタリアのソブリン格付けを「A-」から「BBB」に引き下げた。見通しは「弱含み」[314]。
- 8日 - 欧州連合の中央銀行(欧州中央銀行)は政策金利を0.25%引き上げ1%にした[315]。
- 14日 - ノルウェーの中央銀行は政策金利を0.5%引き上げ1.75%にした[316]。
- 15日 - フィッチはインドネシアの長期の外貨建ておよび自国通貨建ての発行体デフォルト格付けを「BB+」から「BBB-」に引き上げた。見通しは両方「安定的」[317]。
- 16日
  - ムーディーズはベルギーの格付けを「Aa3」から「Aa1」に2段階引き下げた。格付け見通しは「弱含み」[310]。
  - フィッチはフランスの格付け見通しを「安定的」から「弱含み」に変更した。格付け「AAA」は確認した[318]。
- 20日 - スウェーデンの中央銀行は政策金利を0.25%引き上げ1.75%にした[319]。
- 21日 - S&Pはハンガリーの長期格付けを「BBB-」から投資不適格クラスの「BB+」に引き下げた。格付け見通しは「弱含み」[320]。
- 23日
  - 21日に欧州連合の中央銀行が行った3年物流動性供給オペで4891億9100万ユーロを受け取ったため、ユーロ圏の銀行の流動性が過去最高の4830億ユーロに達した[321]。
  - ロシアの中央銀行は政策金利を0.25%引き上げ8%にした[322]。
- 28日 - 日本とインドの両政府は150億ドルの通貨スワップ協定に合意した[323]。
- 30日 - 外国為替市場でユーロ/円が約11年ぶりのユーロ安の99円47銭になった[324]。

## 受賞
- ノーベル賞 （10月）- トーマス・サージェント、クリストファー・シムズ

## 経済指標
|              | 始値      | 最安値   | 最高値    | 終値     |
| ------------ | --------- | -------- | --------- | -------- |
| 日経平均株価 | 10,352.19 | 8,135.79 | 10,891.60 | 8,455.35 |
| NYダウ       | 11,577    | 10,655   | 12,810    | 12,217   |
| USD/JPY      | 81.17     | 75.54    | 85.52     | 76.94    |
| EUR/JPY      | 108.38    | 99.55    | 123.31    | 99.59    |

## 死去
- 1月1日 - 河野博式（元・日鉱金属、現・JX金属社長 *1928年）
- 1月5日 - 縄田國武（元・日本国有鉄道（現JRグループ）副総裁 *1927年）
- 1月7日
  - 城石武（元・清水建設副社長 *1933年）
  - 建内保興（元・日本石油（現JXホールディングス）社長→会長、元・石油連盟会長 *1915年）
- 1月13日 - 石黒靖尋（ホーマック創業者・取締役会長、DCMホールディングス代表取締役相談役 *1936年）
- 1月17日
  - 桜井眞一郎（元・日産自動車「スカイライン」開発責任者 *1929年）
  - 楠本昌造（元・住友建設（現三井住友建設）社長 *1926年）
  - 伊藤精七（元・東京銀行（現三菱UFJ銀行）副頭取 *1935年）
- 1月21日 - 野路正也（日本製鋼所元副社長 *1928年）
- 1月25日 - 藤野忠雄（コカ・コーラウエストジャパン（現コカ・コーラウエスト）元副社長 *1941年）
- 2月3日 - 熊谷秀男（東京電波会長 *1930年）
- 2月4日
  - 小川精（第一證券元専務 *1920年）
  - 岩田秀一（淀川製鋼所元専務 *1922年）
- 2月6日
  - 鳥井道夫（元サントリー（現：サントリーホールディングス）副社長・副会長、サントリーホールディングス名誉会長、関西経済同友会元代表幹事 *1923年）
  - 領家倫夫（いすゞ自動車元常務 *1942年）
- 2月8日 - 三原淳雄（経済評論家 *1937年）
- 2月10日
  - 鐘ケ江達夫（広告会社「とうこう・あい」会長 *1916年）
  - 辰己有（モリ工業専務 *1946年）
- 2月12日 - 五十嵐雄一（ジャスコ（現イオン）元副会長、日本クレジットサービス（現イオンクレジットサービス）元社長 *1926年）
- 2月13日 - 木原信敏（元ソニー専務 *1926年）
- 2月23日 - 遠藤優（元イビデン社長 *1929年）
- 2月26日 - 大芝芳郎（元武蔵野銀行専務 *1948年）
- 2月27日 - 石川恒夫（元中京テレビ放送社長、千代田火災海上保険（現あいおいニッセイ同和損害保険）元副社長 *1918年）
- 3月1日 - 永野光哉（元熊本日日新聞社社長 *1929年）
- 3月2日 - 諏訪純人（元秋田銀行頭取 *1934年）
- 3月5日
  - 渡辺健三（元北越銀行頭取 *1919年）
  - 梶谷嘉一郎（元マルタイ社長 *1934年）
- 3月18日 - 稲森俊介（元カルピス食品工業社長・元味の素社長 *1930年）
- 3月24日 - 野村文英（野村殖産社長、野村ホールディングス取締役、太洋物産監査役 *1934年）
- 3月28日 - 氏家齊一郎（日本テレビ放送網元社長・取締役会議議長・会長 *1926年）
- 3月30日 - 野間佐和子（講談社第6代社長、第4代社長野間省一の長女 *1943年）
- 4月11日 - 中川利若（元北海道副知事、元北海道中央バス会長・社長 *1927年）
- 4月13日 - 潮田健次郎（トステム創業者 *1926年）
- 4月23日 - 大賀典雄（元ソニー会長 *1930年）
- 4月26日 - 田崎俊作（田崎真珠創業者 *1929年）
- 4月30日 - 引地良一（亀屋万年堂会長 *1942年?）[325]
- 5月2日
  - 竹林省吾（元三井石油化学工業（現・三井化学）社長・会長、三井化学名誉顧問 *1922年）[326]
  - 井関一孝（元クボタ副社長 *1927年?）
- 5月6日
  - 原口喜八（元時事通信社監査役 *1923年?）
  - 高田恵（元久保田鉄工（現クボタ）常務 *1925年?）
  - 井村二郎（井村屋グループ創業者 *1915年?）[327]
- 5月9日 - 岡田茂（東映名誉会長 *1924年）
- 5月24日 - 谷哲二郎（ルミネ社長 *1949年）
- 5月26日 - 永谷博（永谷園元社長 *1929年）
- 5月31日 - 坊城俊周（元共同テレビジョン会長・フジテレビジョン取締役 *1927年）
- 6月6日 - 藤戸謙吾（高知新聞社会長 *1933年?）
- 6月8日 - 横田隆（元フジテレビジョン常務・テレビ熊本会長 *1924年?）
- 6月17日 - 藤井繁克（がまかつ創業者 *1926年）
- 6月19日 - 潮田隆（元札幌銀行頭取 *1926年?）
- 6月20日 - 亀井文蔵（元宮城テレビ放送名誉会長、カメイ最高顧問・元社長（* 1924年?）
- 7月14日 - 森和夫（東洋水産創業者 *1916年）
- 7月16日
  - 梶井健一（元名古屋鉄道会長 *1916年）
  - 藤樹憲二（元長崎放送社長 *1923年?）
- 7月17日 - 若槻彬（四国電力元常務 *1916年?）
- 7月21日 - エリオット・ハンドラー（マテル共同創業者 *1916年）
- 7月29日 - 宮路武（ジー・モード社長 *1965年）
- 8月13日 - 小林禮次郎（コーセー相談役、元社長・会長 *1928年）[328]
- 8月15日 - 正力亨（読売新聞グループ本社社主 *1918年）
- 8月20日 - 杉村太郎（ジャパンビジネスラボ代表取締役社長 *1963年）
- 8月30日 - 伊藤英吉（伊藤忠商事元会長 *1911年）
- 10月5日 - スティーブ・ジョブズ（Apple前CEO *1955年）